# Scabieuse luisante
Scabiosa lucida
Espèce
Classification phylogénétique
Statut de conservation UICN

 LC  : Préoccupation mineure
La Scabieuse luisante, Scabiosa lucida, est une espèce de plantes vivaces de montagnes de la famille des Caprifoliacées.

## Répartition
Vosges, Alpes, Jura.

## Biotopes
Pelouses mésophiles à mésoxérophiles, éboulis entre 800 à 2 800 m d'altitude.